# Quecksilber(II)-iodid
Quecksilber(II)-iodid ist eine chemische Verbindung und gehört zu den Halogeniden des Schwermetalls Quecksilber. Direkten Kontakt sollte man wegen seiner hohen Toxizität meiden. Quecksilber(II)-iodid ist ein Halbleiter und lichtempfindlich. Mit Kaliumiodid und Quecksilber(II)-chlorid bildet es kristallisierbare Doppelverbindungen.

## Vorkommen
Quecksilber(II)-iodid kommt in der Natur nur selten in Form des Minerals Coccinit vor.

## Gewinnung und Darstellung
Quecksilber(II)-iodid kann direkt aus den Elementen Quecksilber und Iod dargestellt werden:
{\displaystyle \mathrm {Hg+\ I_{2}\longrightarrow \ HgI_{2}} }
Auch bei Zugabe von Quecksilber(II)-chlorid zu einer wässrigen Lösung von Kaliumiodid entsteht es als roter Niederschlag:
{\displaystyle \mathrm {HgCl_{2}+\ 2\ KI\longrightarrow \ HgI_{2}+2\ KCl} }

## Eigenschaften

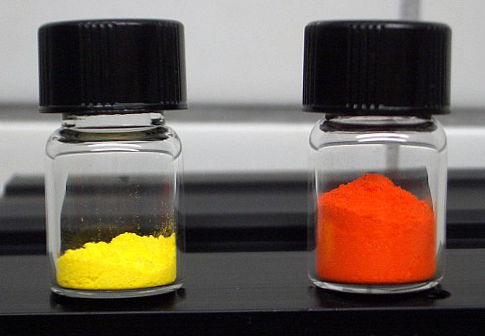
Quecksilber(II)-iodid in der gelben β- (links) und der roten α-Phase (rechts).

Quecksilber(II)-iodid ist ein scharlachrotes, schweres, mikrokristallines Pulver, das sich beim Erhitzen bis zum Schmelzpunkt bei 259 °C gelb verfärbt. Es ist für die meisten lebenden Organismen giftig und verhält sich ähnlich wie Quecksilber(II)-chlorid. Für salzartige Verbindungen hat Quecksilber(II)-iodid mit 354 °C einen sehr niedrigen Siedepunkt.

## Verwendung
Löst man das in Wasser schwerlösliche Quecksilber(II)-iodid in einem Überschuss von Kaliumiodidlösung, so erhält man die Komplexverbindung Kaliumtetraiodomercurat(II), die Verwendung in der Neßler-Reaktion findet. Außerdem wird es in der Tiermedizin als Tinktur oder Salbe (Unguentum Hydrargyri biiodati, Unguentum Hydrargyri praecipitati album) für scharfe Einreibungen verwendet.